# Christuskirche (Todtenhausen)

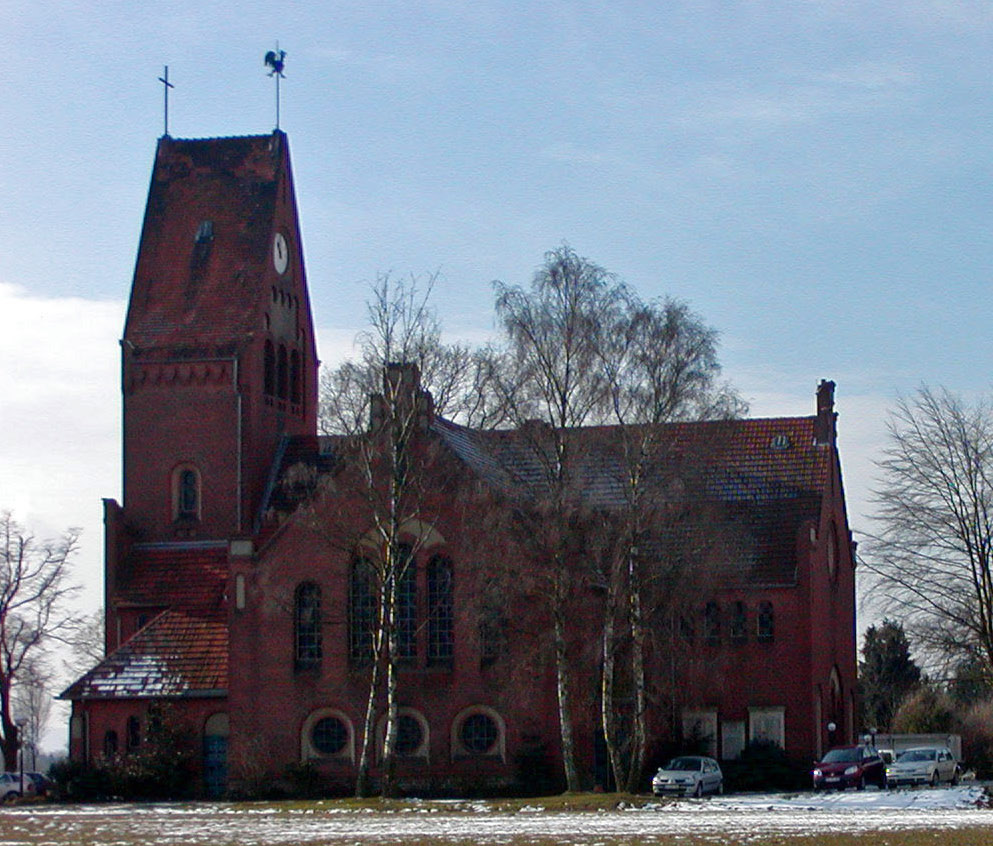
Christuskirche Todtenhausen

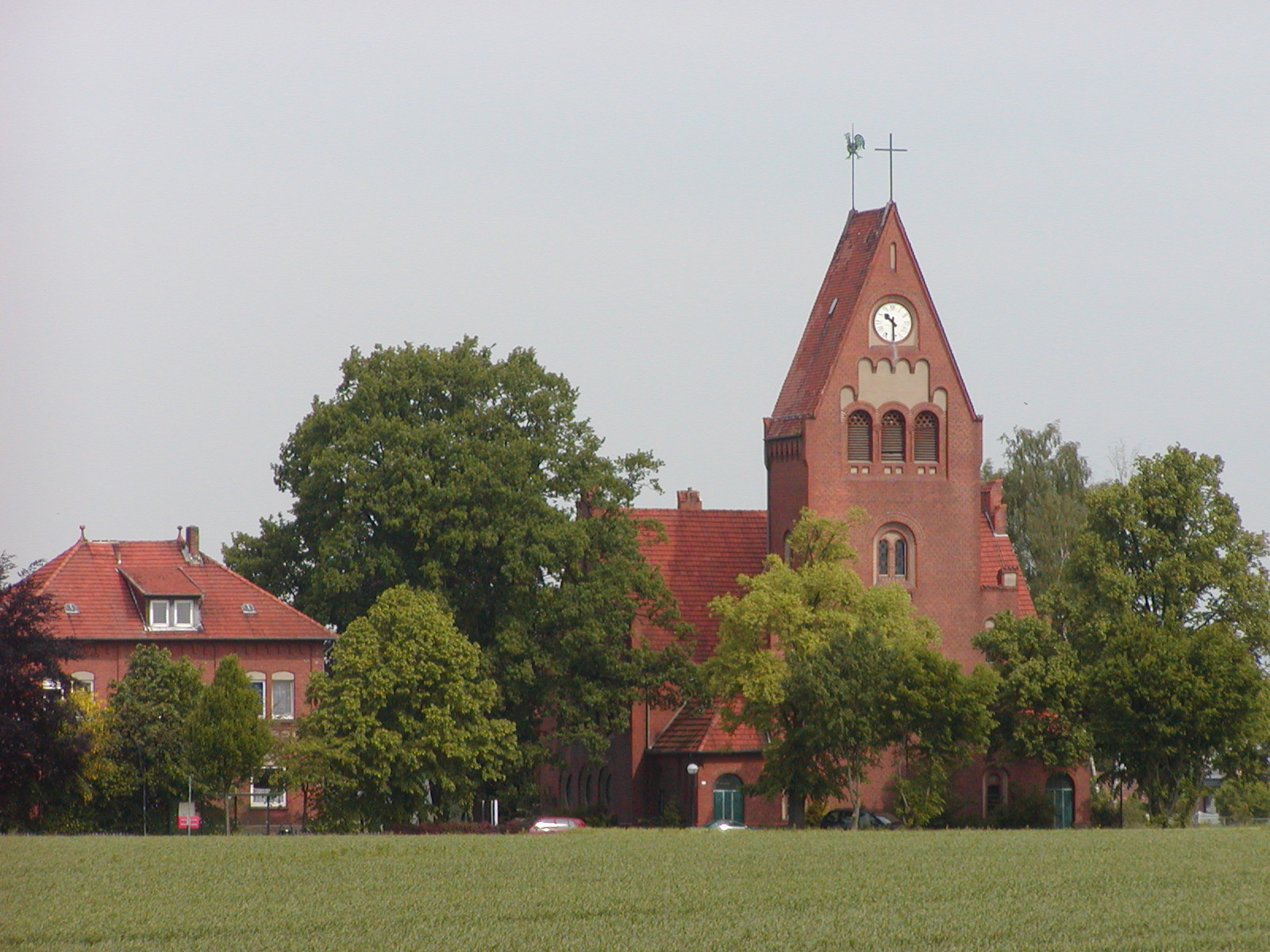
Turmansicht

Die Christuskirche ist eine evangelisch-lutherische Kirche in Todtenhausen, einem Ortsteil der ostwestfälischen Stadt Minden im Kreis Minden-Lübbecke im Nordosten des Bundeslandes Nordrhein-Westfalen. Zusammen mit dem benachbarten Kutenhausen gehört sie zur Gemeinde der Marienkirche Minden im Kirchenkreis Minden der Evangelischen Kirche von Westfalen. Sie ist unter der Nr. 253 in der Denkmalliste der Stadt Minden eingetragen.

## Geschichte
Zusammen mit der Stadt Minden trat 1530 auch Todtenhausen endgültig zum evangelischen Bekenntnis über. 1902 wurden Todtenhausen und Kutenhausen selbstständiger Pfarrbezirk der St. Mariengemeinde und am 2. Dezember 1906 wurde neben dem bereits 1903 errichteten Pfarrhaus nach Entwurf des Regierungsbaumeisters Karl Siebold aus Bethel bei Bielefeld der Bau der Christuskirche begonnen und am 18. Dezember 1907 eingeweiht. Der zentralbauartig über kreuzförmigem Grundriss in Sichtziegelmauerwerk und mit einem satteldachbekrönten Turmbau versehene, im Innern mit einem offenen Dachstuhl ausgestattete Kirchenbau folgt in seiner Formensprache der Neuromanik.
1967 erfuhr die Christuskirche eine eingreifende Modernisierung, wobei der Altarraum von Wolfgang Kreutter neugestaltet wurde. Eine weitere Wiederherstellung fand 1997 statt.